# Stenasellus magniezi
Stenasellus magniezi är en kräftdjursart som beskrevs av Escola 1975. Stenasellus magniezi ingår i släktet Stenasellus och familjen Stenasellidae. Inga underarter finns listade i Catalogue of Life.